# Obudowa bezpieczeństwa

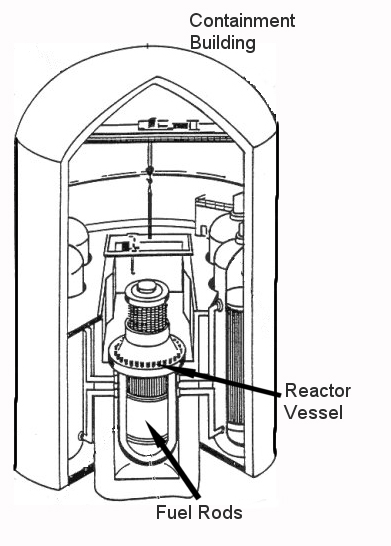
Poglądowy przekrój przez reaktor PWR i obudowę bezpieczeństwa

Obudowa bezpieczeństwa – system konstrukcji budowlanych i urządzeń mających ograniczyć przecieki substancji promieniotwórczych z reaktora jądrowego do otoczenia do wartości takich, aby na granicy strefy ochronnej były one mniejsze od dawek dopuszczalnych w każdym rozważanym przypadku awarii. Pierwsze obudowy bezpieczeństwa powstały w USA.

## Zadania
W przypadku awarii obudowa bezpieczeństwa ma do spełnienia szereg zadań, m.in.:
1. Wytrzymać ciśnienie, jakie może powstać wewnątrz niej po rozerwaniu obiegu pierwotnego lub innych awariach; zachować szczelność taką, aby przecieki nie przekroczyły 0,1÷1% objętości obudowy na dobę
2. Obniżyć ciśnienie gazów wewnątrz obudowy, aby zminimalizować przecieki do otoczenia
3. Usunąć z atmosfery wnętrza obudowy izotopy jodu[2]
4. Zapewnić odbiór ciepła ze struktur wewnątrz obudowy
5. Chronić reaktor i jego struktury przed zjawiskami przyrody, tj. jak klęski żywiołowe

Skutki braku obudowy bezpieczeństwa są widoczne w przypadku awarii w EJ Czarnobyl.

## Budowa
Elementami budowlanymi obudowy bezpieczeństwa jest zewnętrzna betonowa powłoka (zwykle kulista lub cylindryczna, często najbardziej widoczny element bloku reaktora jądrowego) i wewnętrzna powłoka stalowa. Do urządzeń stanowiących obudowę bezpieczeństwa zalicza się: system zraszania wnętrza obudowy (tryskacze, chłodnice, pompy i zbiorniki) i system odprowadzania gazów z przestrzeni między powłokami (filtry, komin).
Obudowy bez systemu zraszania nazywa się obudowami suchymi. Obudowy mokre posiadają system zraszania, który może korzystać z własnej pompy i zbiornika wody z dodatkami ułatwiającymi wymywanie jodu. Po wyczerpaniu się zbiornika, pompę można zasilać wodą ze studzienek drenażu obudowy (obieg zamknięty).

### Obudowy reaktorów PWR
Pierwsze obudowy bezpieczeństwa reaktorów wodnych ciśnieniowych były typu suchego, tj. nie posiadały systemu zraszania lub skraplania pary. Były projektowane jako odporne na wylanie się całego chłodziwa reaktora do ich wnętrza, z częściowym odparowaniem chłodziwa. Obecnie buduje się je jako obudowy typu mokrego.

### Obudowy reaktorów BWR

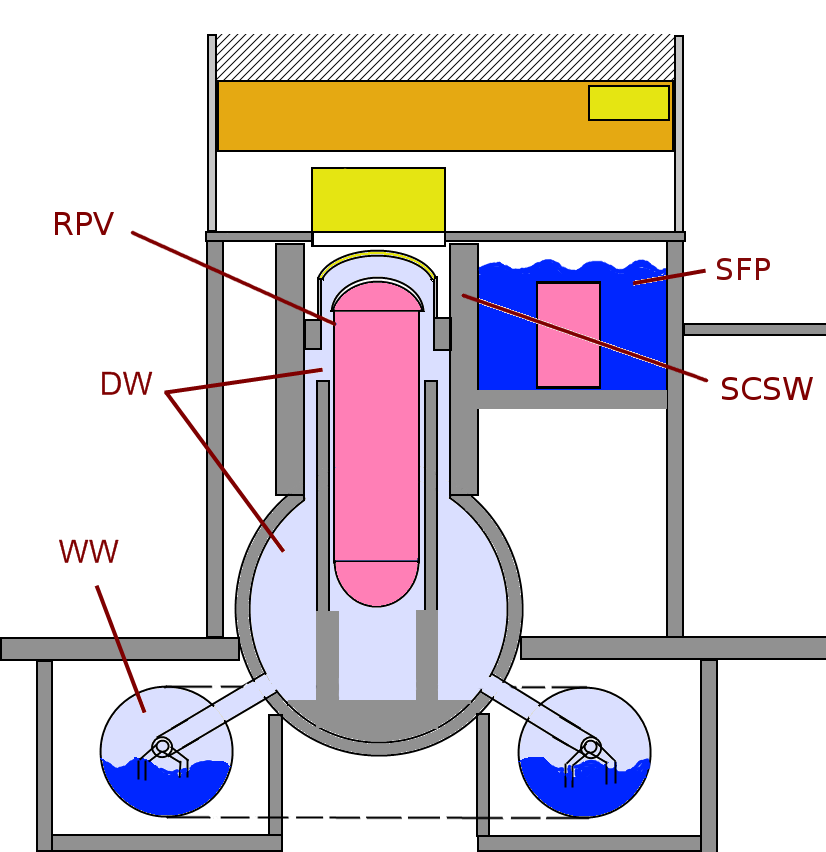
Schemat bloku reaktora BWR i obudowy bezpieczeństwa. WW – wetwell. DW – drywell.

Obudowy reaktorów wodnych wrzących mają zazwyczaj bardziej złożoną budowę wewnętrzną. Zaprojektowane są tak, aby mieszanina wody i pary wodnej, powstała przy rozerwaniu obiegu pierwotnego, musiała przepłynąć pod powierzchnią wody głębokiego basenu (tzw. wetwell). Dopiero stamtąd może przejść do obudowy bezpieczeństwa (tzw. drywell). Przepływ przez basen powoduje zmniejszenie ciśnienia pary wodnej (skraplanie) i wymywanie izotopów jodu. Dzięki temu ściany obudowy bezpieczeństwa mogą być cieńsze.

### Obudowa z kondensatorem wodnym
W niektórych radzieckich blokach z reaktorami WWER-440 V-213 zastosowano kondensatory wodne.
Pomieszczenie obejmujące obieg pierwotny, pompy i wytwornice pary połączone jest poziomym tunelem dopływowym z osobnym budynkiem, wieżą lokalizacji awarii. Wieża zawiera zespół kondensatorów wodnych – wymuszających przepływ gazów pod ciśnieniem przez baseny wodne, podobnie jak w obudowach reaktorów BWR. W przypadku rozerwania obiegu pierwotnego mieszanina dwufazowa kierowana jest do wieży, gdzie przechodzi przez kondensatory do pułapek. Po ok. 30 sekundach włącza się system zraszania.

### Obudowa z kodensatorem lodowym
W kilku elektrowniach jądrowych (np. EJ Sequoyah) zastosowano kondensator lodowy. Kondensator lodowy składa się systemu półek z lodem otaczających pierścieniowo reaktor i obieg pierwotny. Podobnie jak w obudowach reaktorów BWR, mieszanina dwufazowa powstała po rozerwaniu obiegu pierwotnego musi przedostać się przez półki lodowe, co spowoduje zmniejszenie ciśnienia pary.
Kłopotliwość utrzymywania lodu i jego wymiany spowodowały zarzucenie tego rozwiązania.